# Unreal Commander
Unreal Commander – darmowy menedżer plików z dwupanelowym interfejsem, typowym dla programów naśladujących Norton Commandera.
Menedżer ten jest bezpłatny, jednak aby uzyskać pełną funkcjonalność programu, należy wygenerować na stronie producenta bezpłatny klucz licencyjny.
Program zdobył liczne wyróżnienia, w tym od redakcji magazynu komputerowego Chip.

## Charakterystyka programu
- dwupanelowy interfejs
- motywy kolorystyczne
- pełna obsługa mechanizmu przeciągnij i upuść
- klient FTP
- obsługa wielu kart w panelach
- kopiowanie/usuwanie/przemieszczanie w tle
- wsparcie dla Unicode
- rozszerzone wyszukiwanie
- wsparcie dla formatów: ZIP, 7Z, RAR, CAB, WIM, TAR, GZ, TGZ, BZ2, TBZ2, LHA, ARJ
- obsługa skrótów klawiszowych
- wbudowane funkcje szybkiego podglądu
- wsparcie obsługi sieci.